# Fuck

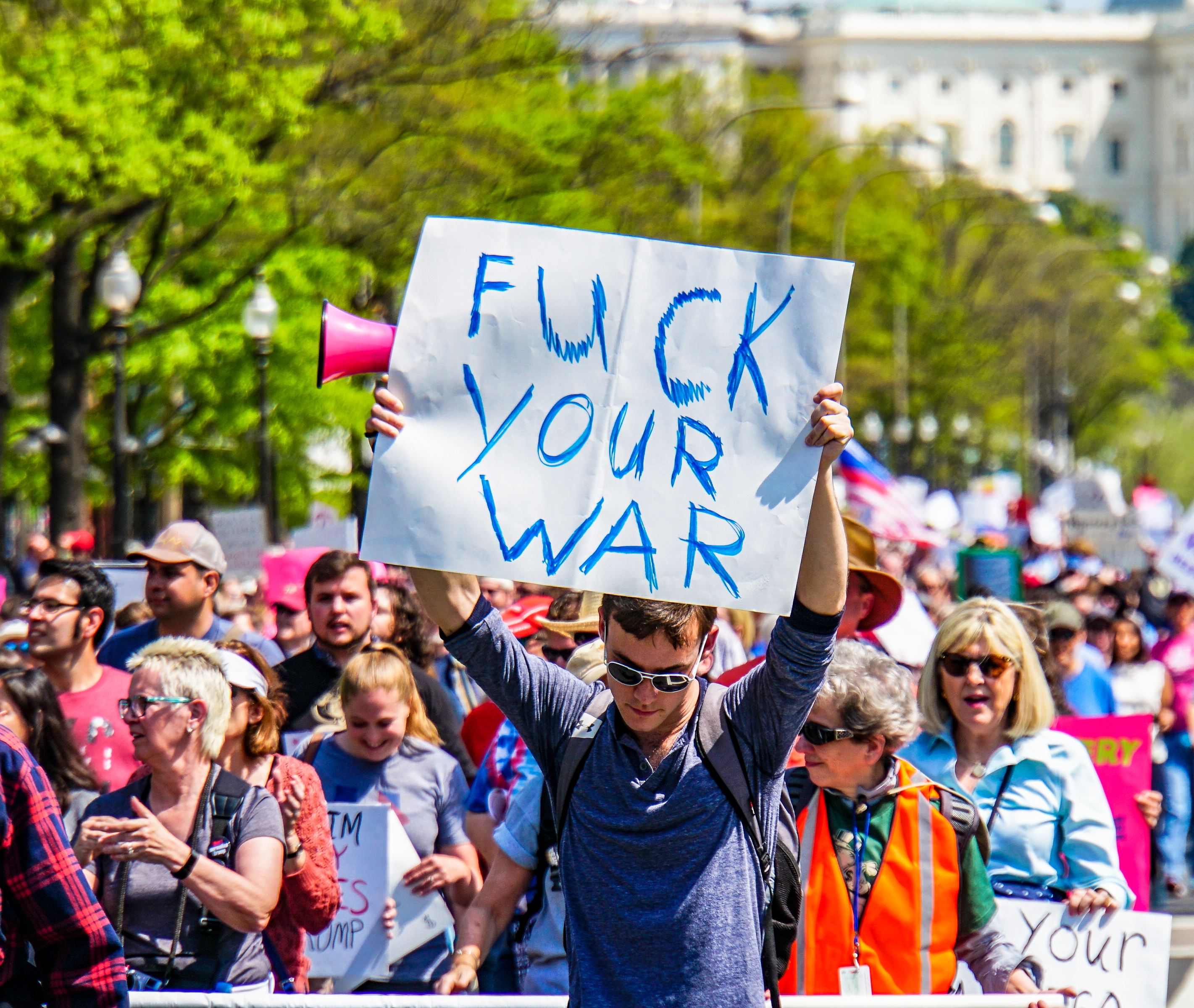
Protestante sosteniendo una pancarta con la frase «Fuck your war» (que se joda tu guerra) en una marcha en Washington DC.

Fuck (en español: joder, follar o coger; pronunciado: /ˈfək/ⓘ) es una palabra soez proveniente del idioma inglés, que a menudo se refiere al acto de las relaciones sexuales, pero también se usa comúnmente como exclamación o para transmitir desdén. En el uso moderno, el término fuck y sus derivados (como fucker y fucking) se usan como sustantivo, verbo, adjetivo, interjección o adverbio. Hay muchas frases comunes que emplean la palabra, así como compuestos que la incorporan, como fuck you, motherfucker y fuck off.

## Etimología
Aunque es una de las palabras más utilizadas del mundo, tanto para angloparlantes como para el resto de personas, su origen etimológico no está comprobado. 
La principal teoría es que la palabra viene de las lenguas germánicas. «Existen muchas teorías sobre su origen (francés, latín, nórdico antiguo o incluso egipcio. Lo más probable es que fuck venga de fokken, una palabra del bajo alemán que significa golpear», explicó Kate Wiles, historiadora medieval y jefa de redacción de la revista History Today.
Otra teoría, es que en la Edad Media de Inglaterra, la palabra fuck era una abreviatura del acrónimo «For Unlawful Carnal Knowledge» o de «Fornication Under Consent of the King». Sin embargo, la lexicógrafa Kory Stamper, entrevistada por el actor Nicolas Cage en la serie History of Swear Words de Netflix, sostiene que esta teoría es totalmente falsa.
El Oxford English Dictionary sugiere que «la primera evidencia definitiva de la palabra proviene de un manuscrito de 1528 encontrado en Oxford». Sin embargo, desde el siglo XIII, los historiadores también se han encontrado con apellidos relacionados con el término, incluidos John le Fucker (1278), Fuckebegger (1287) y Simon Fukkebotere (1290), lo que sugiere que la palabra se usó mucho antes del siglo XVI. Además, los registros de Bristol con fecha de 1373, se refieren a un pueblo cerca de allí llamado Fockynggroue.
El lexicógrafo y lingüista Jesse Sheidlowe, en su libro The F-Word de 1995, explicó que la teoría de que la palabra fuck sea el acrónimo de una frase es falsa, porque «los acrónimos en inglés son excepcionalmente raros antes de la década de 1940». Según Sheidlower, el uso común de la palabra, se estableció a mediados del siglo XIX y ha estado bastante presente en el léxico inglés desde entonces.

## Primeros registros
La aparición más antigua conocida de la palabra en forma adjetival (lo que implica el uso del verbo) en inglés, proviene de los márgenes de una copia manuscrita de 1528 de la obra De Officiis de Cicerón. Un monje había garabateado la palabra fuckin en una de las páginas, aunque el contexto en el que lo hizo es incierto.
Una portavoz de la Biblioteca Nacional de Escocia, aseguró que en sus instalaciones se había encontrado un manuscrito medieval que contiene el uso más antiguo conocido de la fuck. La blasfemia aparece en un poema que fue escrito en pleno siglo XVI por un joven comerciante de Edimburgo llamado George Bannatyne, quien compiló aproximadamente 400 textos, mientras se encontraba en su casa, a raíz de la peste de 1568.
En 2015, el historiador Paul Booth, de la universidad de Keele, en Inglaterra, descubrió en un registro legal de 1310, el nombre de Roger Fuckebythenavele, implicado en asunto criminal no sexual. En 1475, la palabra fue escrita en un poema satírico titulado «Flen Flyys», que se burla de los monjes de una abadía en una mezcla de latín e inglés. Sin embargo, la palabra está escrita en código, sustituyendo unas letras por otras para dificultar su lectura.
En el poema «Brash of Wowing» de William Dunbar de 1503, la palabra  fukkit, está escrita en uno de los versos.
En Austria, desde 1070 se tienen referencias del pueblo Fucking. Primero se le conocía como Funcingin, luego como Fukching y finalmente como Fugkhing. En 1760, el pueblo tomó el nombre Fucking, hasta el año 2021, cuando fue cambiado a Fugging. En alemán antiguo, la palabra significa «Habitante de Fuck».

## Gramática

Fuck y construcciones relacionadas en el Oxford English Dictionary

En lo que respecta a sus categorías gramaticales, fuck tiene un papel muy flexible en la gramática anglosajona, funcionando como verbo transitivo e intransitivo, así como adjetivo, adverbio, sustantivo e interjección.
El lingüista Geoffrey Hughes, encontró ocho usos distintos para las malas palabras en inglés, y fuck puede aplicarse a cada una de ellas. Por ejemplo, en exclamación fuck! (¡joder!/¡mierda!)  y fuck you! (¡jódete!/¡vete a la mierda!) En el Oxford English Dictionary, se identifican más de cien sentidos, usos y colocaciones diferentes (como fuck around, fuck with so, fuck you, fuck me, fuck it), sus formas derivadas (como fucker, fuckee, fuckability) y compuestos (fuckfest, fuckhole, fuckface).

## Uso moderno

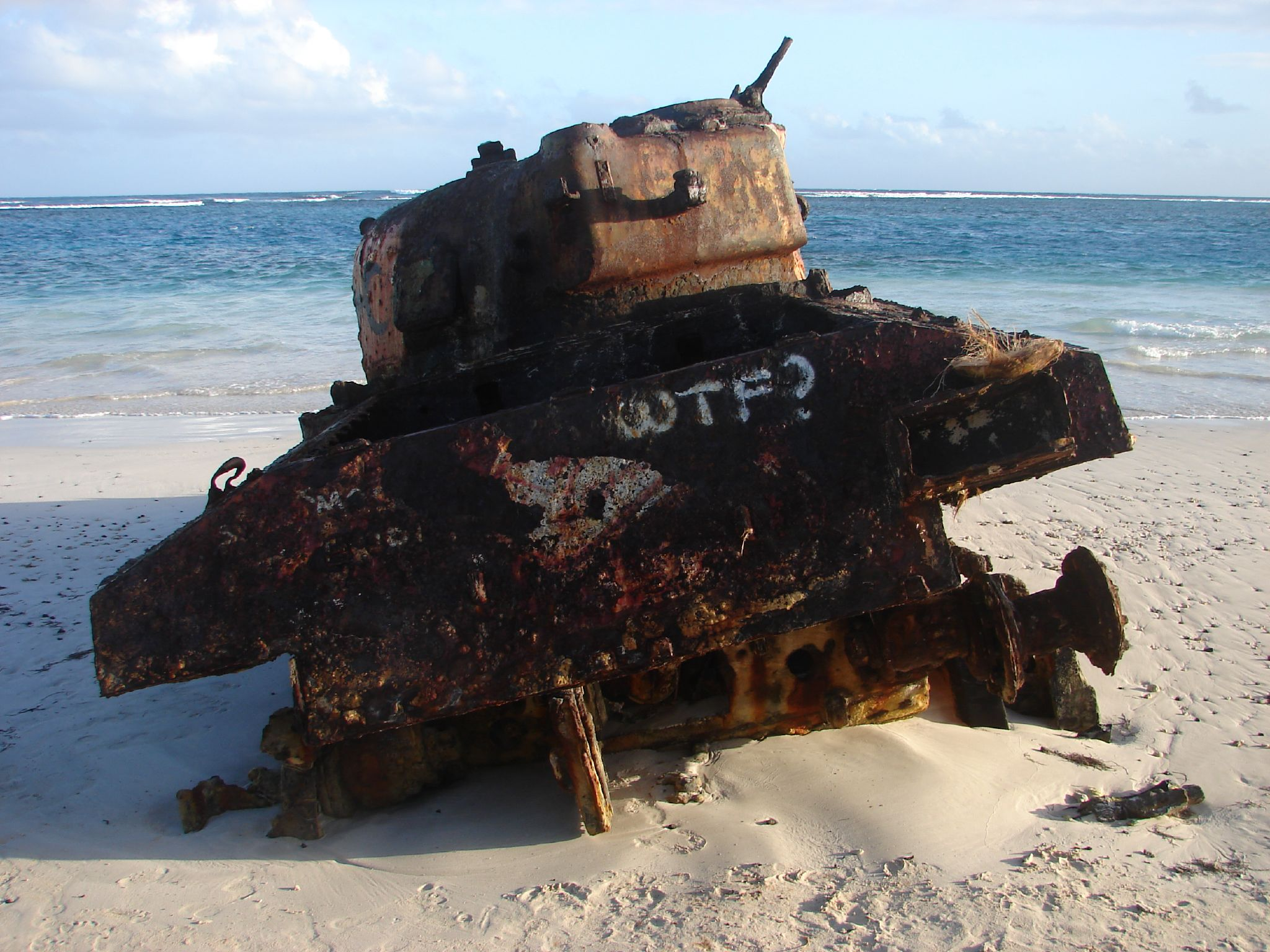
WTF? pintado con aerosol en la parte trasera de un tanque Sherman, que quedó de una práctica de bombardeo militar estadounidense en la playa Flamenco, en la isla Culebra, Puerto Rico.

El uso moderno y la flexibilidad de fuck, se establecieron a mediados y fines del siglo XIX, y se han mantenido bastante estables desde entonces. En el sentido más literal, fuck es tener sexo, aunque también 
puede ser usada como insulto, maldición, admiración, calificativo peyorativo o superlativo en el idioma inglés, según la intención del interlocutor. En el idioma castellano, la palabra también se ha adoptado con naturalidad. Las siglas WTF, son un vulgarismo inglés que significa What the fuck y es usado frecuentemente por los adolescentes en sus redes sociales para expresar su asombro o desacuerdo frente a una situación o comentario. La expresión se puede traducir como: «¿Qué diablos?, ¿qué coño?, ¿qué mierda?, ¿qué carajo?», entre otras formas más de darle un significado. Su utilización corresponde principalmente a países del Caribe y Latinoamérica. WTF surgió en Estados Unidos y en poco tiempo se fue extendiendo por diferentes regiones del mundo. Otras expresiones que se reducen a siglas o acrónimos por su fuerte contenido, como en el caso de GTFO (get the fuck off), que quiere decir algo similar a «lárgate de esta mierda».
Desde mediados de la década de 1990, comenzó a utilizarse el término MILF, que significa en inglés Mother I'd Like to Fuck. Este acrónimo y sus variaciones, se ven ampliamente en contextos pornográficos. Su significado en español, podría traducirse a «Madre que me gustaría follar/coger», y hace referencia una mujer atractiva mayor de 40 años. Aunque en un principio el término se utilizó como connotación sexual, en tiempos modernos también es considerado como halago.

## Política y censura

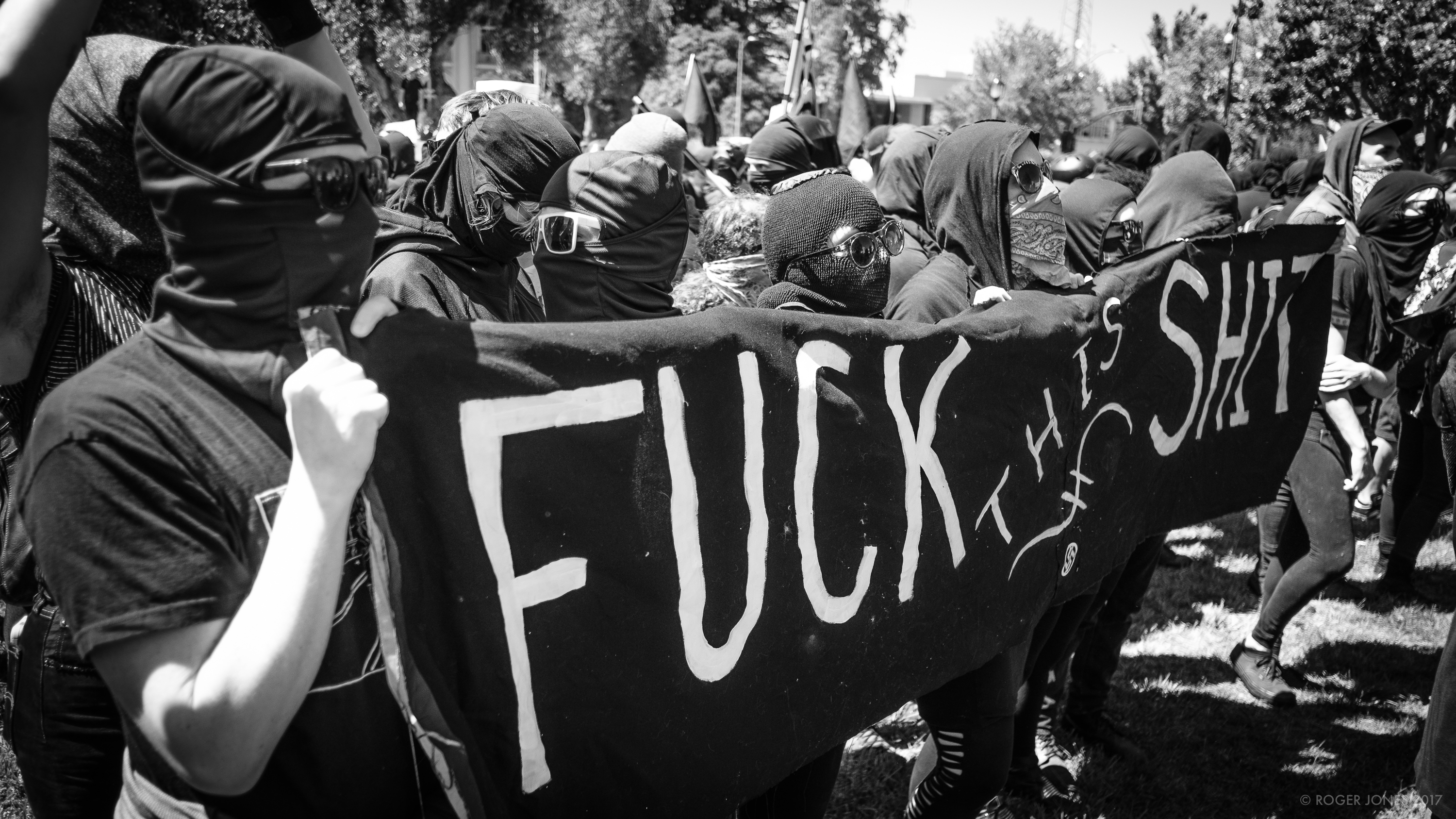
Uso de la palabra fuck en una manifestación en Antifa, Estados Unidos, en las protestas de Berkeley en 2017.

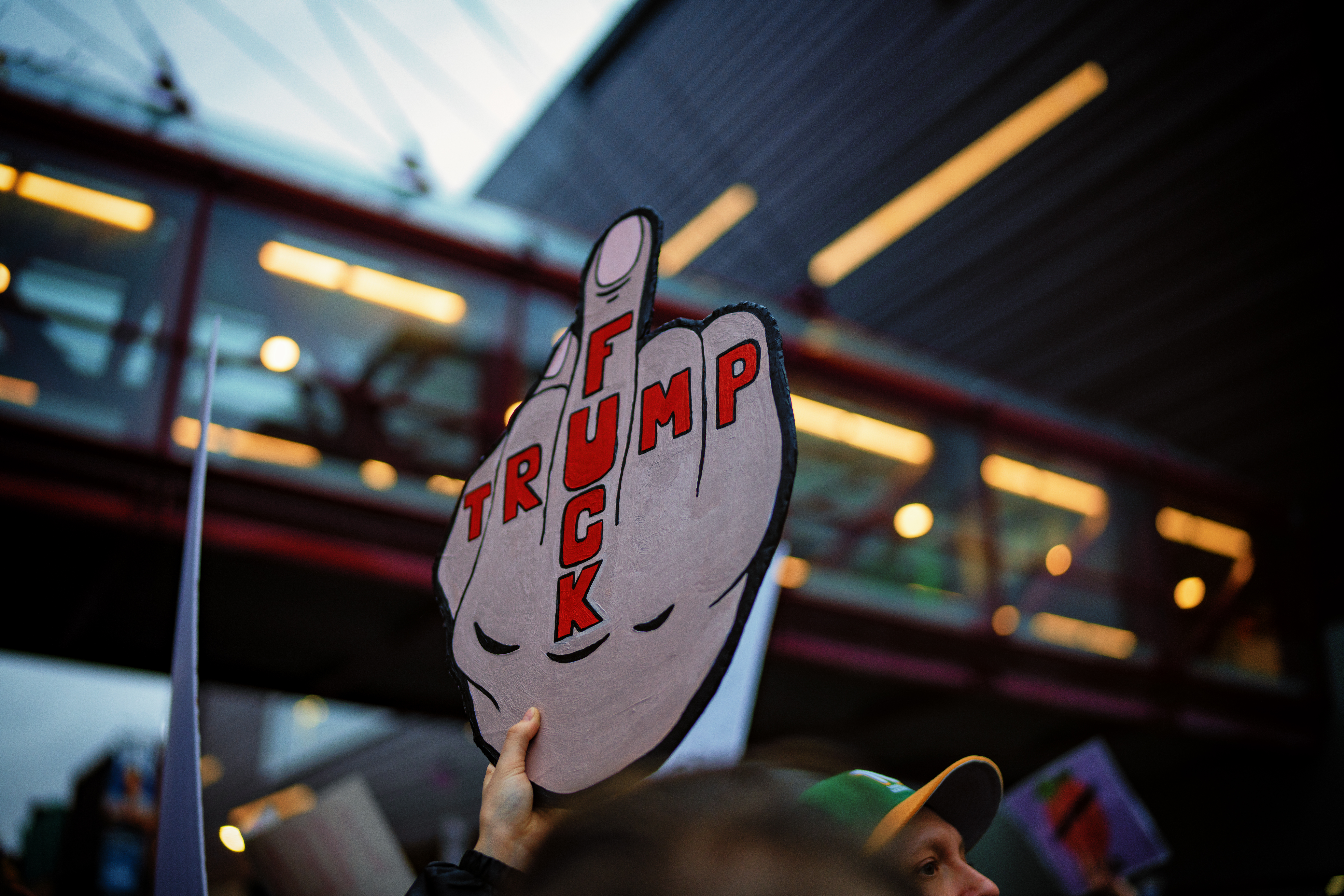
«Fuck Trump» y una higa. Pancarta de manifestante en contra de Donald Trump en Minneapolis.

La Corte Suprema de Estados Unidos determinó que el uso de la palabra fuck está protegido en la primera y decimocuarta enmienda de la constitución política del país. Durante décadas, la palabra contribuyó a validar luchas sociales. En la política, es bastante común ver pancartas de manifestantes en donde utilizan la palabra fuck en contra de algún político. Durante la presidencia de George W. Bush, un vehículo con la frase Buck Fush (un juego de palabras para «Fuck Bush») ganó cierta popularidad en el país.
En Estados Unidos, la palabra se elimina con frecuencia de la música y las películas cuando se transmiten por televisión. En el Radio City Music Hall, en una ceremonia de los Premios Tony, el actor estadounidense Robert De Niro expresó en el escenario la frase «fuck Trump». Aunque el programa fue transmitido en vivo, la cadena CBS tuvo tiempo de censurar con un pitido la palabra fuck para las audiencias televisivas, las cuales eran alrededor de seis millones.
En el Reino Unido, hasta 1976, la palabra solamente se había escuchado dos veces en la historia de la televisión británica, y en ambas ocasiones fue un escándalo del que se habló en el Parlamento. Todo eso cambió instantáneamente el 1 de diciembre de 1976, cuando los Sex Pistols acudieron al programa Today de Bill Grundy. Steve Jones mencionó la frase You dirty fucker. What a fucking rotter (la cual puede significar algo similar a «Eres un sucio cabrón. Qué jodido malnacido»).
En Suecia, habitantes de un pequeño pueblo llamado Fucke, cuyos orígenes se remontan a 1547, ubicado cerca del río Fuckesjön, en el Golfo de Botnia, situado al norte de Estocolmo, se reunieron para enviar una solicitud a las autoridades para cambiar el nombre de la aldea, debido a las burlas de personas que visitan el lugar, y constantes censuras por parte de Facebook, ya que cada vez que intentaban nombrar al pueblo, la red social eliminaba automáticamente la publicación al interpretar que se trataba de un insulto.
En 2005, la banda System of a Down fue invitada al programa Saturday Night Live para tocar los temas «Aerials» del álbum Toxicity y «B.Y.O.B.» del álbum Mezmerize. Durante este último, la cadena de televisión NBC logró censurar la palabra fuck cinco veces mientras la banda tocaba la parte where the fuck are you?, pero el guitarrista Daron Malakian se acercó a su micrófono y gritó: fuck, yeah! poco antes de culminar la canción. Esto provocó que la banda fuera vetada del programa por tiempo indefinido.
El canal de televisión AMC, censuró a los guionistas de The Walking Dead, permitiéndoles solamente decir la palabra fuck dos veces a partir de la octava temporada de la serie de televisión.
Una de las películas en las que más veces se dice fuck en la historia cinematográfica, es El lobo de Wall Street de Martin Scorsese, con un total de 569 veces.
En 2025, durante un partido de fútbol entre el Real Madrid y el Osasuna, el jugador Jude Bellingham recibió una tarjeta roja por haberle dicho fuck you! al árbitro. El jugador inglés insistió en que lo que le dijo fue fuck off!, según él un insulto menos agresivo. El entrenador del Real Madrid, Carlo Ancelotti, declaró que Bellingham dijo fuck off sin intención de ofender.